# Aratasaurus museunacionali
Aratasaurus museunacionali — вид ящеротазових динозаврів, що існував у крейдовому періоді (111—108 млн років).

## Історія дослідження
Викопні рештки динозавра знайдено у 2008 році у гіпсовій шахті у відкладеннях формації Ромуальдо у штаті Сеара на північному сході Бразилії. Голотип складається з неповної правої кінцівки, включаючи часткову стегнову кістку, гомілку та стопу. З 2008 року зразок зберігався в музеї Plácido Cidade Nuvens Museum of Paleontology. У 2016 році рештки перевезли у Національний музей Бразилії для детального дослідження. 2 вересня 2018 року музей зазнав значних пошкоджень внаслідок пожежі, але приміщення, де зберігався динозавр, залишилося цілим. У 2020 році на основі решток описано нові рід та вид Aratasaurus museunacionali. Родова назва Aratasaurus походить від слів мовою тупі «ара» та «ата», що означає «народжений у вогні», та грецького «саврос», що означає «ящір». Видова назва museunacionali посилається на Національний музей Бразилії, який був зруйнований пожежею в 2018 році.

## Опис
Динозавр сягав 3 м завдовжки та важив приблизно 34 кг. Хоча типовий зразок належав неповнолітній особині, віком не більше 4 років.

## Систематика
Aratasaurus є базальним представником целурозаврів, сестринським до Zuolong.